# Sint-Janskapel (Wommelgem)

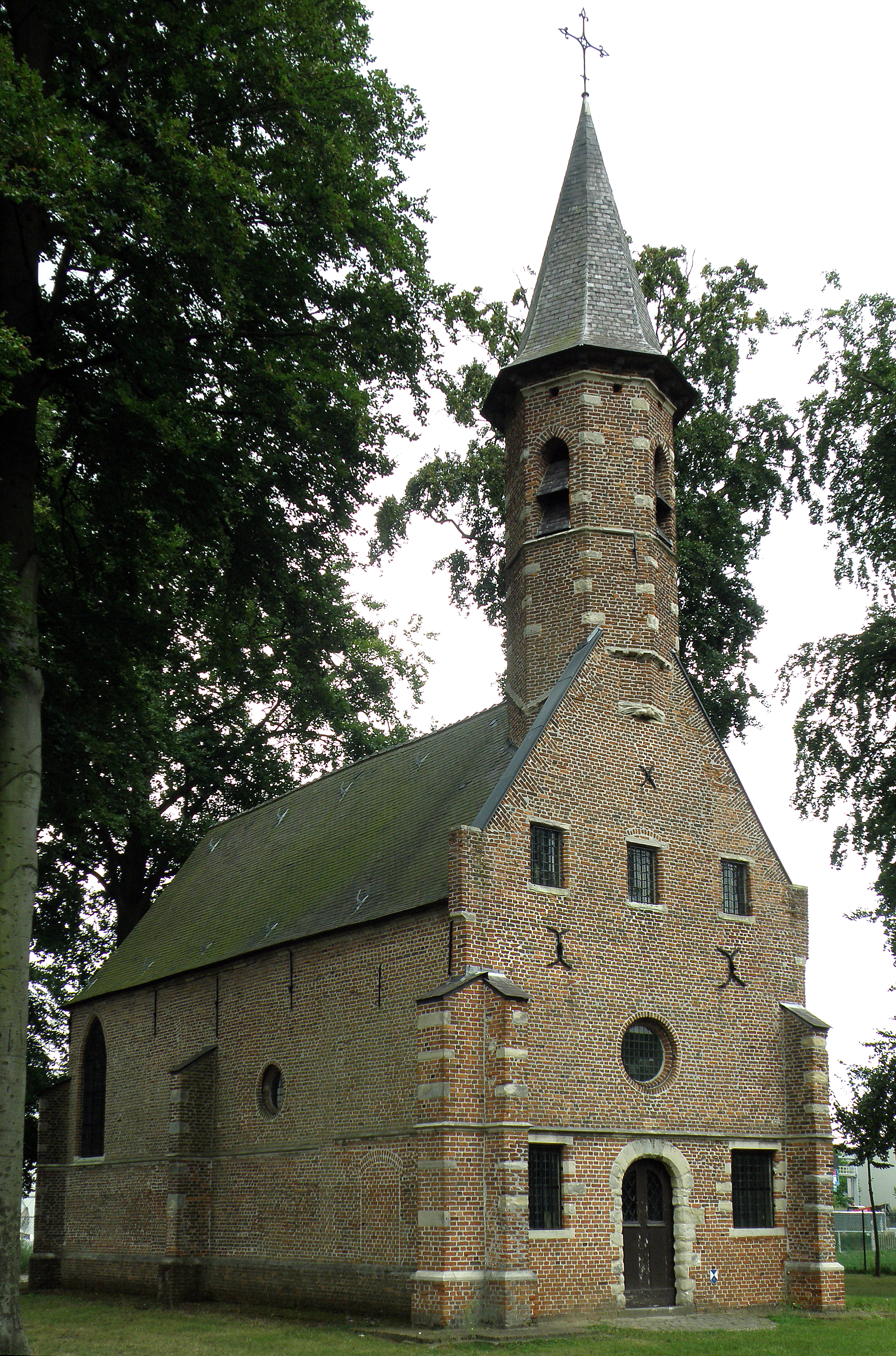
Sint-Janskapel

De Sint-Janskapel is een kapel in de Antwerpse plaats Wommelgem, gelegen aan de Uilenbaan.

## Geschiedenis
De kapel was eertijds gewijd aan Sint-Jan de Krijter, dat wil zeggen aan Johannes de Doper, die aangeroepen werd als iemands baby erg huilde. Later werd de kapel gewijd aan Johannes de Evangelist.
De precieze ouderdom van de oorspronkelijke kapel is onbekend, mede omdat de archieven in 1589 verloren zijn gegaan. De eerste schriftelijke bron waarin van een Sint-Janskapel sprake is stamt nochtans uit de 15e eeuw, maar de stichting van de kapel is vroeger en stamt wellicht uit de 13e eeuw.
De huidige kapel is 16e-eeuws en in gotische stijl. Tot 1620 werden er regelmatig missen in opgedragen. Wellicht werd de kapel in de 17e eeuw ook vergroot. Een wal die de kapel omgaf werd omstreeks 1787 gelijkgemaakt en toen werden er bomen op geplant. In 1935 en 1971 werd de kapel gerestaureerd.

## Gebouw
Het betreft een georiënteerd eenbeukig bakstenen gebouw onder zadeldak, met een zeshoekig overkragend bakstenen torentje boven de voorgevel, onder een zeskante met leien beklede spits. De overkraging is versierd met een engelfiguur. Het koor is driezijdig afgesloten.
De kapel is tussen een autosnelweg en een bedrijventerrein in komen te liggen.